# Резекне (река)
Резекне (латыш. Rēzekne, рус. Режица) — река на востоке Латвии, в историческом регионе Латгалия. Относится к бассейну реки Западная Двина.
Исток находится на Латгальской возвышенности, а устье в Восточнолатвийской низменности. Площадь водосборного бассейна — 2025,7 км². Длина реки — 116 км, а её уклон 0,61 м/км. Средний расход воды — 0,2 м³/с. Средняя ширина русла составляет 9,5 метров, средняя глубина реки 1-1,1 м. Согласно данным латвийского центра среды, геологии и метеорологии, средняя скорость течения ниже города Резекне составляет 5,5 м³/с, достигая своего максимума весной и в июне, а минимума (0,63 м³/с), в сентябре.
В верховье и среднем течении река протекает, главным образом, через мореновые холмы. Долина реки является трапециевидной, болотистые места выражены не ярко. Протекает через Каунатское озеро и Спруктское водохранилище. В среднем течении, начиная от посёлка Столерово, река протекает через Резекненскую долину, до посёлка Субинайте (латыш. Subinaite). В низовье течение реки является регулируемым. На левом берегу созданы искусственные рыбные пруды, которые заполняют водой из реки Малта (латыш. Malta), а отводят в реку Резекне. Ниже прудов Оренишу (латыш. Orenīšu dīķi), был построен Малта-Резекненский канал, через который к реке Резекне подвели воды реки Малта, в результате этого бассейн реки Резекне значительно увеличился (изначально он составлял 1160 км²).
Река сильно заросла, в верховье и среднем течении до 80 %. Доминирует тростник и камыш. Тем не менее, река по всей длине используется для водного туризма. В озере водятся некоторые виды рыб: плотва, щуки, караси, карпы. Наиболее крупные населённые пункты на берегах реки: Резекне, Столерово, Рикава, Сакстагал. Реку пересекают трассы A12, A13, P55 и железнодорожные линии Даугавпилс-Пыталово и Рига-Зилупе.

## Притоки реки
| Левый берег:                            | км  | Правый берег                                | км |
| --------------------------------------- | --- | ------------------------------------------- | -- |
| Рева латыш. Reva                        | 9   | Партава латыш. Pārtava                      | 10 |
| Гейкинский ручей латыш. Geikinu strauts | 12  | Анцовский ручей латыш. Ancovas strauts      | 5  |
| Вагальский ручей латыш. Vagaļu strauts  | 8   | Кирижутский ров латыш. Križutu grāvis       | 12 |
| Ковшупе латыш. Kovšupe                  | 10  | Таудеяньский ручей латыш. Taudejāņu strauts | 13 |
| Родупе латыш. Rodupe                    | 10  | Лужанка латыш. Liužanka                     | 26 |
| Чечора латыш. Čečora                    | 19  | Сульупе латыш. Sūļupe                       | 14 |
| Малта латыш. Malta                      | 105 |                                             |    |